# Matteo Orfini
Matteo Orfini (ur. 30 sierpnia 1974 w Rzymie) – włoski polityk, działacz partyjny, parlamentarzysta, w 2017 p.o. sekretarza Partii Demokratycznej.

## Życiorys
Kształcił się w zakresie archeologii, nie kończąc jednak tych studiów. Był asystentem parlamentarnym Massima D’Alemy i jego współpracownikiem w ramach założonej przez byłego premiera fundacji Italianieuropei. W 2009 dołączył do sekretariatu Partii Demokratycznej, gdzie odpowiadał za kulturę. Założył też wewnątrzpartyjną platformę polityczną o nazwie „Giovani turchi”.
W wyborach w 2013 uzyskał mandat posła do Izby Deputowanych XVII kadencji. W czerwcu 2014 zastąpił Gianniego Cuperlo na techniczno-organizacyjnej funkcji przewodniczącego Partii Demokratycznej (pełnił ją do marca 2019). W lutym 2017, po rezygnacji złożonej przez Mattea Renziego, objął równocześnie obowiązki sekretarza PD, stając się tym samym liderem tej partii (do maja 2017). W 2018 i 2022 ponownie wybierano go do niższej izby włoskiego parlamentu.